# Acacia clydonophora
Acacia clydonophora är en ärtväxtart som beskrevs av Bruce R. Maslin. Acacia clydonophora ingår i släktet akacior, och familjen ärtväxter. Inga underarter finns listade i Catalogue of Life.